# Władcy Kambodży

Sztandar króla Kambodży

Chronologiczna lista władców Kambodży.

## Królestwo Funanu
Dynastia Kaundinji I
- Soma Liu Ye (królowa Funanu ok. 180-190) [według legendy córka króla Nagów]
- Kaundinja I (ok. 190-198) [mąż]

Dynastia Phan
- Hun Panhuang (ok. 198-217)
- Phan Phan (ok. 217-220) [syn]

Dynastia Surjawarmana (Fan)
- Fan Shiman (Śri Mara, Surjawarman) (ok. 220-225)
- Fan Jingsheng (ok. 225-230) [syn]
- Fan Zhan (ok. 230-245) [bratanek Fan Shimana]
- Fan Chang (ok. 245) [kuzyn]
- Fan Xun (ok. 245-288)
- Fan [...] (ok. 288-310)
- Fan [...] (ok. 310-357)
- Zhu Zhandan (uzurpator ok. 357-400)

Dynastia Kaundinji II
- Kaundinja II (ok. 400-430)
- Śrindawarman (ok. 430-po 440)
- N.N. (po 440-przed 478)
- Dżajawarman (przed 478-514)
- Gunawarman (514) [syn]
- Rudrawarman (514-545) [brat]
- nieznani władcy (ok. 545-627)

## Królestwo Czenli
- Śrutawarman (król Czenli w dolinie Mekongu jako wasal Funanu przed 500)
- Śreszthawarman (p. 530) [syn]
- Wirawarman (ok. 550)
- Bhawawarman I (ok. 550-590/600; zdobył Funan ok. 550) [zięć; wnuk Rudrawarmana, króla Funanu]
- Mahendrawarman (Czitrasena) (ok. 590/600-611) [brat]
- Iśanawarman I (ok. 611-635) [syn]
- Bhawawarman II (ok. 635-650) [syn]
- Candrawarman (ok. 650)
- Harszawarman(?) (w Górnej Czenli po 650)
- Dżajawarman I (ok. 650-690) [syn Bhawawarmana II?]
- Dżajadewi (690-713) [córka]
- podział Kambodży trwający do ok. 800

Królestwa Czenli na Lądzie (Górna)
- Dżajasimhawarman (władca terytoriów we wschodniej Tajlandii)
- N.N. (ok. 717)
- Pomi (ok. 771)
- Nurpatindrawarman II (władca w rejonie Angkoru przed 800)
- Mahendrawarman (władca w Bhawapurze po 900)

Królestwo Aninditapury (Czenla na Wodzie (Dolna))
- Baladitja (po 706)
- Nurpaditja
- Dżajendradhipatiwarman

Królestwo Śambhupury (Dolna Czenla na Wodzie (Dolna))
- Nurpatindrawarman I (przed 700)
- Puszkaraksza(?) [syn]
- Nurpatendradewi (ok. 750)
- Dżajendrabha [córka]
- Dżjesztharja (ok. 802) [córka]
- Radżenrawarman I (ok. 830)
- Mahipatiwarman (po 850) [syn]

## Imperium Khmerów[1]
- Dżajawarman II Parameśwara (zjednoczył lokalne państwa kambodżańskie, khmerski król Angkoru 802-850) [potomek Puszkarakszy?, władcy Śambhupury]
- Dżajawarman III Wisznuloka (ok. 850-877) [syn]
- Indrawarman I Iśwaraloka (877-889/899) [zięć Dżajawarmana II]
- Jaszowarman I Paramaśiwaloka (889/90-910) [syn]
- Harszawarman I Rudraloka (ok. 910-922) [syn]
- Iszanawarman II Paramarudraloka (922-928/9) [brat]
- Dżajawarman IV Parameśwarapada (928/9-941/2; w Chok Garggar 921) [po kądzieli wnuk Idrawarmana I]
- Harszawarman II Brahmaloka (941/2-944) [syn]
- Radżendrawarman II Śiwaloka (44/5-968) [stryj; syn Mahendrawarmana, władcy w Bhawapurze]
- Dżajawarman V Paramawiraloka (968-1001) [syn]
- Udajaditjawarman I (1001-1002) [bratanek]
- Dżajawirawarman (1002/3-1009/10) [brat]
- Surjawarman I Nirwanapada (1010-1048; w Śambhupurze 1001/2)
- Udajaditjawarman II (1048-1066) [syn]
- Harszawarman III Sadaśiwapada (1066-1080/1) [brat]
- Dżajawarman VI Paramakaiwaljapada (1080/1-1107)
- Nurpatindrawarman III (p. 1100-1113)
- Dharanindrawarman I Paramaiskalapada (1107-1112/3) [brat]
- Surjawarman II Paramawisznuloka (1112/3-1150) [wnuk brata]
- Dharanindrawarman II Mahaparamanirwanapada (ok. 1150-1160) [kuzyn]
- Jaszowarman II (ok. 1160-1165) [syn]
- Tribhuwanaditjawarman (ok. 1165-1177; usunięty, zmarł 1177)
- okupacja królestwa Czampy 1177-1181
- Dżajawarman VII Mahaparamasaugata (1181-1219) [syn Dharanindrawarmana II]
- Indrawarman II (1219-1243/4) [syn]
- Dżajawarman VIII Parameśwarapada (1244-1295) [wnuk]
- Indrawarman III (1295/6-1307/8; abdykował, zmarł 1309) [zięć]
- Idradżajawarman (1307/8-1327) [brat]
- Dżajawarman IX Parameśwara (1327-1336) [syn]

## Królestwo Kambodży
Dynastia Warmanów
- Neaj Trasak Paem (1336-1340) [zięć; syn Padmy, pustelnika]
- Nirwanapada Paramanatha (Nippan Bat) (1340-1346) [syn]
- Sidhanta Radżadhiradża Ramadipati (1346-1347) [brat]
- Lambangsasa Radżadhiradża Ramadipati (Maha Uparadża) (1347-1353) [syn Nirwanapady]
- Ajutthaja podbija Kambodżę 1352

Dynastia ajutthajska (tajska)
- Basath (1353-1355) [syn Ramy Thibodiego I, króla ajutthajskiego]
- Baat (1355) [brat]
- Kambang-Pisej (1355-1357) [brat]

Dynastia Warmanów
- Surjawarman III Radżadhiradża (1357-1362) [wnuk Nirwanapady]
- Parama Ramadipati (1362-1373) [syn Lambangsasy]
- okupacja ajutthajska 1369-1373/77
- Huerna (w Basanie przed 1371-po 1373)
- Dharmasukha Maharadżadhiradża (Dharmaradża I) (1373-1394) [syn Lambangsasy]
- Gamchat (w Angkorze przed 1377- po 1383)
- Ajutthaja podbija Angkor 1394

Dynastia ajutthajska
- Indraburi Radżadhiradża (Banja Praksza) (1394-1401; usunięty) [syn Paramaradży, króla ajutthajskiego]

Dynastia Warmanów
- Śri Surjawarman IV Radżadhiradża (Ponhea Jat) (1401-1417) [wnuk Nirwanapady]
- Paramasukha Maharadżadhiradża Narajanaradża (Paramaradża I) (1417-1421) [bratanek]
- panowanie ajutthajskie w Angkorze 1420-1432/44
- Śriradża (tylko w Angkorze ok. 1420-1444; usunięty, zmarł 1445) [z Syjamu]
- Paramaradża II (1421-1463; abdykował, zmarł 1471) [syn Śri Surjawarmana IV]
- zależność od Syjamu 1431-1570
- Śri Surjodai (Surjadaja) (w Angkorze 1427-1444; opuszczenie Angkoru) [z Syjamu]
- Neareaj Reaczea (1463-1468) [syn Paramaradży II]
- Śri Surjadaja Radżadhiradża (1468-1474; usunięty, zmarł 1479) [syn]
- Serej Reaczea (w północnym regionie 1468-1476; usunięty, zmarł 1484) [syn Paramaradży II]
- Maha Dharmaradża II (Thommo Reaczea I) (1486-1504; regent 1472) [brat]
- Serej Sokonthor (1504-1512; usunięty, zmarł 1512) [syn]
- Neaj Kan (uzurpator 1512-1529) [szwagier]
- Paramaradża III (Ang Czan I) (1516-1556; w całym kraju 1529) [syn Maha Dharmaradży II]
- Paramaradża IV (Paramarindraradża I, Barom Reaczea I) (1556-1567) [syn]
- Mahindaradża (Czej Satha I) (1567-1594; usunięty, zmarł 1596) [syn]
- zależność od Syjamu 1593-1622
- Czej Czettha I (koregent 1584-1594; usunięty, zmarł 1595) [syn]
- Rama Czung Prei (regent 1594-1596;) [krewny jednej z żon Paramaradży IV]
- okupacja hiszpańsko-portugalska 1596-1599
- Paramaradża V (Barom Reaczea II) (1596-1599) [syn Paramaradży IV]
- Paramaradża VI (Barom Reaczea III) (1599-1600) [brat]
- Paramaradża VII (Barom Reaczea IV) (1600-1618; abdykował, zmarł 1619) [syn Paramaradży IV]
- Czej Czettha II (1618-1625) [syn]
- Paramaradża VIII (Udajaradża (Udairadża) I) (regent 1625-1642) [brat]
- Śri Dharmaradża III (Thommo Reaczea II) (1625-1631) [syn Czej Czetty II]
- Ang Tong (Czau Ponhea Nu) (1631-1640) [syn Czej Czetthy II]
- Padumaradża I (Ang Non I) (1640-1642) [syn Paramaradży VIII]
- Ramadhipati I (Ibrahim) (1642-1658) [syn Czej Czetthy II]
- Paramaradża IX (Barom Reaczea V) (1658-1672;) [syn Paramaradży VIII]
- zależność od Dai Vietu 1658-1782
- Padumaradża II (Czej Czettha III) (1672-1674) [zięć; syn Padumaradży I]
- Ang Czej (regent na zachodzie 1673-1677) [syn Paramaradży IX]
- Ang Non (regent na wschodzie 1674-1675; usunięty, zmarł 1691) [wnuk Paramaradży VIII]
- Czej Czettha IV (Ang Sor) (1675-1695; abdykował) [syn Paramaradży IX]
- Udajaradża II (Narairamadhipati I) (1695-1696) [syn Ang Czeja, regenta]
- Czej Czettha IV (drugie panowanie 1696-1699; abdykował)
- Ang Em (1699-1701; usunięty) [zięć; syn Ang Nona, regenta]
- Czej Czettha IV (trzecie panowanie 1701-1702; abdykował)
- Śri Dharmaradża IV (Thommo Reaczea III) (1702-1704; usunięty) [syn]
- Czej Czettha IV (czwarte panowanie 1704-1706; abdykował, zmarł 1725)
- Śri Dharmaradża IV (drugie panowanie 1706-1710; usunięty)
- Ang Em (drugie panowanie 1710-1722; abdykował)
- Paramaradża X (Satha II) (1722-1729; usunięty) [syn]
- Ang Em (trzecie panowanie 1729; usunięty, zmarł 1731)
- Paramaradża X (drugie panowanie 1729-1738; usunięty)
- Śri Dharmaradża IV (trzecie panowanie 1738-1747)
- Dharmaradża V (Thommo Reaczea IV) (1747) [syn]
- Ramadhipati II (Ang Tong) (regent 1748-1749; usunięty) [syn Czej Czetthy IV]
- Paramaradża X (trzecie panowanie 1749)
- Czej Czettha V (1749-1755) [syn Śri Dharmaradży IV]
- Ramadhipati II (drugi raz regent 1755-1757)
- Udajaradża III (Narairadża II) (1758-1775; abdykował, zmarł 1777) [wnuk; po kądzieli wnuk Ang Ema]
- Ang Duong I (Ang Non II) (1775-1779) [brat]
- Narajana III (Ang Eng) (1779-1797; regencja 1779-1782; na wygnaniu 1783-1794) [syn Udajaradży III]
- okupacja wietnamska 1782-1794
- Udajaradża IV (Ang Czan II) (1797-1835; regencja 1797-1806 i 1811-1813) [syn]
- okupacja tajlandzka 1812-1813
- okupacja wietnamska 1834-1845
- Ang Mej (Ba-cong-chua) (1835-1840; usunięta) [córka]
- Ang Duong II (1841-1844; usunięty) [syn Ang Enga]
- Ang Mej (drugie panowanie 1844-1845; usunięta, zmarła 1874) [córka]
- Ang Duong II (drugie panowanie 1845-1860)
- okupacja wietnamska 1845-1847
- Norodom (1860-1904; francuski protektorat w Kambodży 1863-1953) [syn]
- Sisowath (1904-1927) [brat]
- Sisowath Monivong (1927-1941) [syn]
- Norodom Sihanouk (1941-1953; od 1953 król niepodległej Kambodży - PATRZ NIŻEJ) [po kądzieli wnuk]

## Królestwo Kambodży (1953–1970)(niepodległe)
- Norodom Sihanouk (1953-1955; abdykował) [po kądzieli wnuk]
- Norodom Suramarit (1955-1960) [ojciec; wnuk Norodoma]
- Sisowath Kossamak (ceremonialna głowa państwa 1960-1970; regencja 1960-1970; usunięta, zmarła 1975) [wdowa; córka Sisowath Moniwonga]
- Chuop Hell - tymczasowy szef państwa (1960)
- Sisowath Monireth -Przewodniczący Rady Regencyjnej (1960)
- Chuop Hell - tymczasowy szef państwa (1960, ponownie)
- Norodom Sihanouk - książę, szef państwa (1960-1970, drugi raz) [syn Sisowath Kossamak i Norodoma Suramarit]
- Cheng Heng (1970) (tymczasowo)

## Królestwo Kambodży(1993-)
| # | Imię             |          | Lata życia                      | Lata życia                 | Czas rządów          | Czas rządów                   | Rodzice                             |
| # | Imię             | Urodzony | Zmarł                           | Od                         | Do                   |                               | Rodzice                             |
| - | ---------------- | -------- | ------------------------------- | -------------------------- | -------------------- | ----------------------------- | ----------------------------------- |
| 1 | Norodom Sihanouk |          | 31 października 1922 Phnom Penh | 15 października 2012 Pekin | 24 września 1993     | 7 października 2004 Abdykował | Norodom Suramarit Sisowath Kossamak |
| 2 | Norodom Sihamoni |          | 14 maja 1953 Phnom Penh         |                            | 14 października 2004 |                               | Norodom Sihanouk Norodom Monineath  |